# When It's Time
Singles de Green Day
Last of the American Girls
(2010) Oh Love
(2012)
When It's Time est une chanson du groupe américain de punk rock Green Day. Elle est sortie le 11 juin 2010 en tant que single extrait de American Idiot The Original Broadway Cast Recording, album tiré de la comédie musicale American Idiot adaptée de l'album studio homonyme.